# Prinsessan Olga av Sverige
Prinsessan Olga av Sverige är en amerikansk komedifilm från 1936 i regi av William K. Howard.

## Handling
Skådespelaren Wanda Nash utger sig för att vara svensk prinsessa för att på så vis säkra ett filmkontrakt i Hollywood. Under en båtresa blir hon och en musiker, King Mantell, med kriminellt förflutet ombord utpressade. När utpressaren blir mördad blir de själva misstänkta och måste ta reda på vem som gjorde det.

## Rollista
- Carole Lombard - Wanda Nash, "prinsessan Olga"
- Fred MacMurray - King Mantell
- Douglass Dumbrille - Lorel
- Alison Skipworth - Lady Gertrude
- George Barbier - kapten Nicholls
- William Frawley - Benton
- Porter Hall - Robert M. Darcy
- Lumsden Hare - Cragg
- Sig Ruman - Steindorf
- Mischa Auer - Morevitch
- Bradley Page - främlingen
- Tetsu Komai - Kawati